# 라미 말렉
라미 말렉(영어: Rami Malek, 1981년 5월 12일 ~ )은 미국의 배우이다. 로스앤젤레스의 콥트 이집트계 이민자 가정에서 태어났다. 미스터 로봇에서 주인공 엘리엇 앨더슨 역을, 니드 포 스피드에서 핀 역을, 그리고 보헤미안 랩소디에서 록 밴드 퀸의 리드보컬 프레디 머큐리 역을 맡았다. 박물관이 살아있다 시리즈에 아크멘라 역으로 출연했으며 스파이크 리 감독의 올드보이 리메이크작에도 조연으로 출연한 바 있다. 보헤미안 랩소디에서 메리 오스틴으로 출연한 루시 보인턴과 열애중이다.

## 출연 작품

### 영화
- 2006년 《박물관이 살아있다》- 아크멘라 역
- 2009년 《박물관이 살아있다 2》- 아크멘라 역
- 2011년 《로맨틱 크라운》- 스티브 디바이시 역
- 2012년 《브레이킹 던 part 2》 - 벤자민 역
- 2012년 《배틀쉽》
- 2012년 《마스터》
- 2013년 《백 비욘드》- 클라크 역
- 2013년 《올드보이》
- 2013년 《에인트 뎀 바디스 세인츠》- 아크멘라 역
- 2013년 《숏텀 12》- 네이트 역
- 2014년 《박물관이 살아있다: 비밀의 무덤》- 아크멘라 역
- 2014년 《니드 포 스피드》- 핀 역
- 2014년 《다 스위트 블러드 오브 지저스》
- 2016년 《프로젝트 X》- 목소리 출연
- 2016년 《요나와 버스터》
- 2017년 《빠삐용》- 드가 역
- 2018년 《보헤미안 랩소디》 - 프레디 머큐리 역
- 2020년 《닥터 두리틀》- 치-치 역 (목소리 출연)
- 2021년 《007 노 타임 투 다이》 - 사핀 역
- 2022년 《암스테르담》
- 2023년 《오펜하이머》 - 에드워드 힐 역
- 2025년 《아마추어》 - 찰스 헬러 역

### 드라마
- 2005년 《오버 데어》
- 2010년 《더 퍼시픽》 - 메리얼 쉘튼 역
- 2012년 《알 카트라즈》 - 웹 포튼 역
- 2014년 《빌리브》 - 애덤 테리 박사 역
- 2015년 ~ 《미스터 로봇》 - 엘리엇 알더슨 역

## 수상
- 2016년 제68회 에미상 드라마부문 남우주연상
- 2016년 제6회 크리틱스 초이스 텔레비전 어워즈 드라마부문 남우주연상
- 2017년 골드더비어워즈 TV부문 신인배우상
- 2017년 골드더비어워즈 TV드라마부문 남우주연상
- 2017년 온라인필름&텔레비전비평가협회상 TV드라마부문 남우주연상
- 2018년 온라인영화비평가협회상 남우주연상
- 2019년 제30회 팜스프링스국제영화제 라이징스타상
- 2019년 제8회 AACTA 인터내셔널어워즈 남우주연상
- 2019년 제23회 새틀라이트시상식 뮤지컬/코미디부문 남우주연상
- 2019 제76회 골든 글로브 시상식 드라마부문 남우주연상
- 2019년 제34회 산타바바라 국제영화제 아웃스탠딩 퍼포머상
- 2019년 제91회 미국 아카데미 시상식 남우주연상 (보헤미안 랩소디)